# Mulm (film fra 2024)
Mulm er en dansk psykologisk gyserfilm fra 2024, der er instrueret af Martin Vrede Nielsen, mens hans bror Michael Vrede Nielsen har medvirket i produktionen, blandt andet med filmklipning og visuelle effekter. Filmen er baseret på Teddy Vorks roman af samme navn.
Filmens score, der var komponeret af Josefine Skov, vandt en Robert, ligesom Skov blev nomineret til Bodilprisens Talentpris for sin komposition.
Udover biograferne blev filmen vist ved genrefilmfestivalen "Blodig Weekend" i november 2024 i Empire Bio og i april 2025 ved spillefilmfestivalen OFFSpring i Odense.

## Produktion
De to brødre Martin og Michael Vrede Nielsen havde tidligere produceret en del gyserkortfilm og børnefilmen Snuppet. Efter at have læst Teddy Vorms roman var Martin meget optaget af at lave en spillefilm ud af den. Han fik afslag fra Det Danske Filminstitut mht. økonomisk støtte, men lykkedes med at få finansieret filmen, der havde et budget på 900.000 kr., blandt andet ved velvilje fra deltagerne. Filmen blev optaget i Esbjerg, hvor romanens handling også foregår.

## Handling
Parret Jacob (Jens Sætter-Lassen) og Maja (Julie Christiansen) og deres fem-seks-årige søn Johannes er flyttet ind i et hus, hvor ondskaben også holder til. Maja, der har symptomer på en svær depression, indlægges, og Jacob må tage ansvaret for sin søn, der virker som om han taler rigeligt med sin nye, usynlige ven, samtidig med at Jacob selv er fortravlet og fraværende. Handlingen eskalerer langsomt over i overnaturlighedens overdrev.

## Medvirkende
- Jens Sætter-Lassen som Jacob
- Julie Christiansen som Maja
- Louis Trinskjær som Johannes
- Martin Geertz som psykolog Lars Juel

## Modtagelse
I Berlingske fik filmen fire stjerner ud af seks. Anmelderen Kristian Lindberg mente, at depression var et svært emne at behandle på film, fordi sygdommen grundlæggende stred imod filmgenrens indbyggede krav om udvikling og forløsning, men at det her lykkedes instruktøren effektivt at vise, hvordan en depression glidende og uhyggeligt kunne underminere menneskers forhold til hinanden, og at Jens Sætter-Lassen var overbevisende som en mand, der langsomt gik op i limningen under det pres, han var udsat for. Samtidig brugte filmen fermt de såkaldte "liminale rum", dvs. tilsyneladende tomme rum, gange og hjørner, til at skabe ubehag. Teknisk mente han ikke, at filmen med sit sparsomme budget var på niveau med de standardfilm, der vises i danske biografer, men at den som et produkt, der stred imod strømmen, var med til at give filmkunsten i Danmark større diversitet.
Anmelderen Nicki Bruun gav også fire stjerner i Filmmagasinet Ekko og skrev, at filmen trods små midler leverede uhygge af bibelske dimensioner. Han mente også, at det i hver eneste scene var tydeligt, at folkene bag bare ikke kunne lade være med at lave filmen, og at følelsen af dette engagement og denne fortællelyst smittede positivt af på oplevelsen. Dagbladet Informations anmelder Christian Monggaard skrev, at filmen var veliscenesat, velfotograferet og for det meste velspillet. Især var han imponeret over barneskuespilleren Louis Trinskjærs spil som den lille Johannes. Dog mente han, at filmen snublede lidt til sidst. I Weekendavisen skrev Katrine Hornstrup Yde, at filmen ikke var noget skelsættende bidrag til mængden af danske gyserfilm, men indkapslede en kulturel besættelse af moderfiguren og tog den til deliriske ekstremer.